# Postuum
Postuum is een bijvoegelijk naamwoord met de betekenis "na de dood", "na iemands dood". Het begrip wordt bijvoorbeeld vaak gebruikt voor het werk van een schrijver dat na overlijden wordt gepubliceerd, men zegt dan dat het boek postuum is uitgegeven. Dat gebeurt dan in opdracht van de erfgenamen van overledene of door degene die daartoe bij testament is aangewezen. Het wordt ook gebruikt voor de eer die iemand na de dood wordt bewezen.
Postuum gaat terug op het Latijnse postumus, de overtreffende trap van post ("na"), dat onder meer de laatst geborene betekende, voor een kind dat na de dood van de vader is geboren. Postumus wordt ook wel als voornaam aan zo'n kind gegeven.

## Voorbeelden van gebruik
- Iemand wordt postuum gedecoreerd.
- Iemands boek of album wordt postuum uitgegeven.
- Een postume executie is een veroordeling en/of vonnis uitgesproken na de dood.
- Een postuum geboren kind is een kind dat na de dood van de vader geboren is.

## Met een h?
De hypercorrecte spelling met h (posthuum) vloeit voort uit volksetymologische associatie met het Latijnse humus "aarde, grond" en humare "begraven". Het woord werd abusievelijk herleid tot post humum, ofwel "na de dood", "na de begrafenis".